# Cień wielkiej góry
Cień wielkiej góry – pierwszy album zespołu Budka Suflera, nagrany w maju 1975 w studiu PWSM w Warszawie. Był to równocześnie pierwszy pełny album tego zespołu. Wydany pierwotnie na płycie analogowej, doczekał się kilku reedycji na płytach CD.

## Skład zespołu
- Krzysztof Cugowski – śpiew
- Andrzej Ziółkowski – gitara
- Tomasz Zeliszewski – perkusja
- Romuald Lipko – gitara basowa, fortepian

Gościnnie:
- Alibabki – śpiew
- Czesław Niemen – moog
- Marek Stefankiewicz – organy

Reżyser nagrania: Janusz Urbański. Operator dźwięku: Krystyna Urbańska.

## Lista utworów
1. „Cień wielkiej góry” (muz. Romuald Lipko, Krzysztof Cugowski, sł. Adam Sikorski) – 6:36
2. „Lubię ten stary obraz” (muz. R. Lipko i K. Cugowski, sł. A. Sikorski) – 7:33
3. „Samotny nocą” (muz. R. Lipko i K. Cugowski, sł. Jan Tomasz) – 2:58
4. „Jest taki samotny dom” (muz. R. Lipko i K. Cugowski, sł. A. Sikorski) – 5:24
5. „Szalony koń” (muz. R. Lipko i K. Cugowski, sł. A. Sikorski) – 19:23

bonusy TA Music (CD 1993)
1. „Noc nad Norwidem” (muz. R. Lipko i K. Cugowski, sł. A. Sikorski) – 7:11
2. „Konie już czekają przed domem” (muz. R. Lipko i K. Cugowski, sł. A. Sikorski) – 6:40
3. „Najdłuższa droga” (muz. R. Lipko i K. Cugowski, sł. A. Sikorski) – 10:56

## Wydawnictwa
- 1975 Polskie Nagrania „Muza” LP (SX 1264) – 41:42
- 1991 Polskie Nagrania Muza CD (PNCD 154) – 41:42
- 1993 TA Music CD (AATZ 002) – 66:29